# Bară fixă

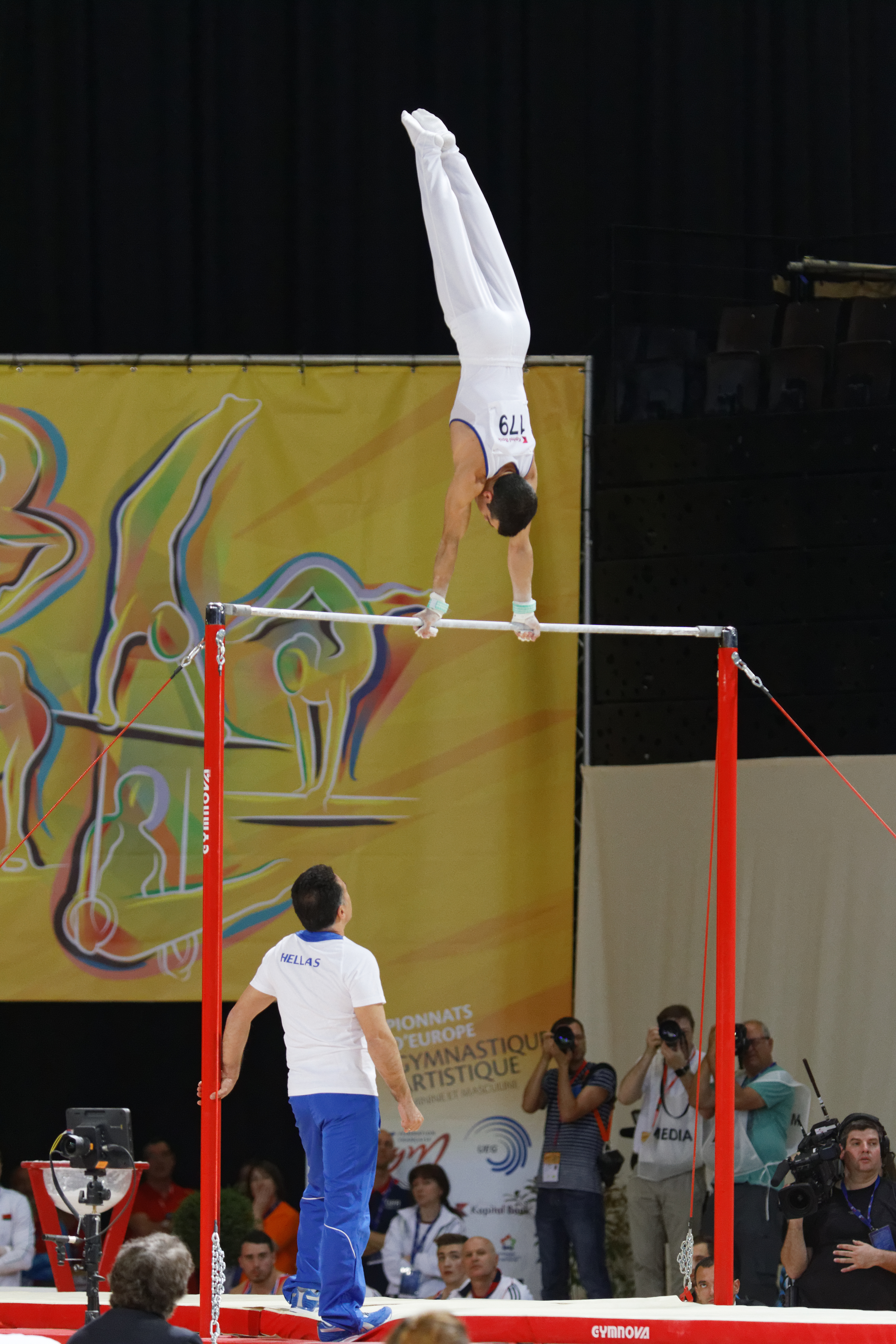
Vlasios Maras la CE din 2015

Bara fixă este unul dintre aparatele de gimnastică artistică, folosită doar în proba masculină. Aparatul, creat de germanul Friedrich Jahn  la începutul secolului al XIX-lea, este format dintr-o vergea cilindrică metalică, ținută în poziție paralelă cu solul prin stâlpi și cabluri. Gimnaștii execută o serie de mișcări pe bară sau prin aer, inclusiv rotații, desprinderi și întoarceri. Bara fixă necesită folosirea palmierelor pentru protecția mâinilor.
Măsurile standard ale aparatului sunt specificate de către Federația Internațională de Gimnastică (FIG):
- înălțime: 278 cm
- lungime: 240 cm
- diametru: 2,8 cm

## Legături externe
- en  Apparatus description la Federația Internațională de Gimnastică